# Trabalhador, Ocupa o Teu Lugar
Trabalhador, Ocupa o Teu Lugar foi um grupo eleitoral brasileiro de Pernambuco que concorreu às eleições de 1933 para a escolha da Assembleia Nacional Constituinte. Apresentou quatro candidatos: Antonio Camillo das Chagas Ribeiro, Christiano Coutinho Cordeiro, José Atanazio de Lima e José Clodoaldo Alexandrino da Silva, porém nenhum deles foi eleito.